# Freifrau
Freifrau es un título de nobleza en Alemania y el Imperio austrohúngaro, considerado el equivalente del título Baronesa.
La esposa de un Freiherr es llamada Freifrau, en cambio, la hija de un Freiherr es llamada Baronesa o Freiin.
- Datos: Q8962794